# Courcelles-le-Roi
Courcelles-le-Roi es una comuna francesa situada en el departamento de Loiret, en la región de Centro-Valle del Loira.

## Historia
La comuna se denominó Courcelles hasta el 4 de noviembre de 2018.

## Demografía
| 255 | 213 | 195 | 230 | 248 | 251 | 311 |
| Para los censos de 1962 a 1999 la población legal corresponde a la población sin duplicidades (Fuente: INSEE [Consultar]) |     |     |     |     |     |     |